# Daisetz Teitaro Suzuki
Daisetz Teitaro Suzuki (jap. 鈴木大拙 Suzuki Daisetsu, właśc. 鈴木貞太郎 Suzuki Teitarō; ur. 1870, zm. 1966) – japoński myśliciel, profesor filozofii buddyjskiej, pierwszy i najważniejszy popularyzator zen na Zachodzie. Swymi esejami o buddyzmie zen wprowadził ten nurt myśli buddyjskiej w świat człowieka Zachodu, do jego psychologii, sztuki, a nawet filozofii i kosmologii.

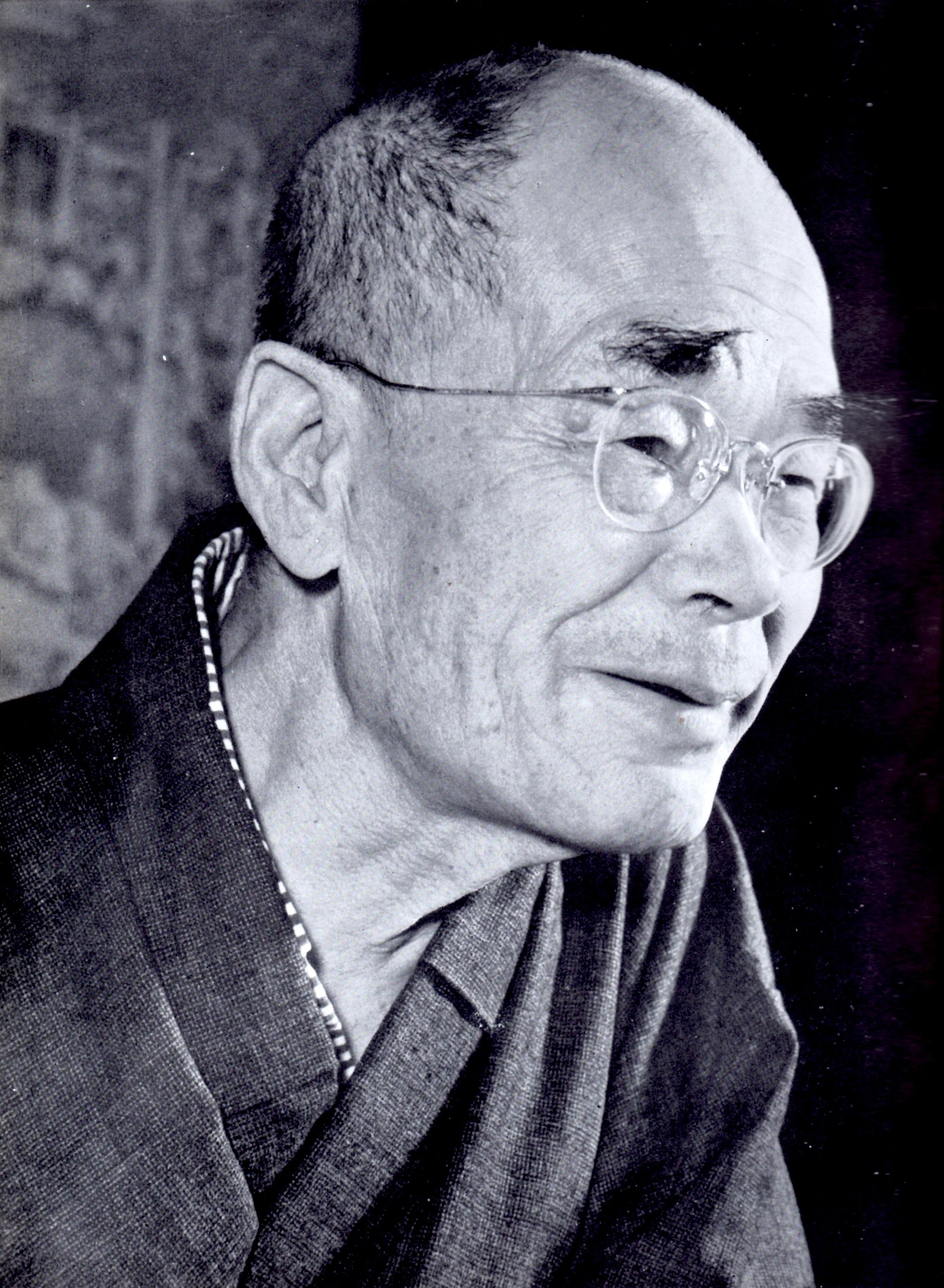
Daisetz Teitaro Suzuki

Profesor japonistyki i buddyzmu Brian Victoria uważa, że Daisetz Suzuki odegrał kluczową rolę w usprawiedliwianiu japońskiej agresji i ekspansji na kontynencie azjatyckim w XX w. i współtworzył teoretyczne podwaliny, tzn. zen Cesarskiej Drogi. Głównymi założeniem tej koncepcji była supremacja cesarza Japonii w świecie, a także taki trening duchowy wiernych, by byli w stanie wykonać każdy rozkaz przełożonych.
Victoria zarzuca Suzukiemu, że po wojnie nie odciął się od poczynań japońskiej armii, a wyraził jedynie ubolewanie rozpoczęciem wojny ze Stanami Zjednoczonymi, co sprowadziło klęskę na Japonię.

## Prace
Przekłady na język polski
- Zen i kultura japońska. Tłum. Beata Szymańska, Piotr Mróz, Anna Zalewska. Kraków: Wydawnictwo Uniwersytetu Jagiellońskiego, 2009, s. 261–267. ISBN 978-83-233-2763-9.